# Всемирный паук
Прозвище «Всемирный паук», «Вселенский паук» (фр. universelle aragne, universelle araigne) часто применяется в отношении короля Франции Людовику XI, традиционно изображаемому как расчетливый и скрытный правитель, которому удавалось держать своих врагов, особенно Карла Смелого, герцога Бургундского из династии Валуа, в символической паутине, терпеливо сплетенной с помощью дипломатических интриг, не прибегая к оружию. Этот историографический взгляд считается редуктивным и устаревшим в исторических исследованиях.
Первоначально прозвище возникло в пропагандистской литературе, написанной в XV веке поэтом Жаном Молине, бургундским историографом, враждебно настроенным по отношению к королю Франции. Его использование в качестве прозвища для Людовика XI распространилось, начиная с XIX и XX веков, из-под пера историков и писателей, которые представляют монарха как политического гения, в соответствии с его репутацией, созданной, в частности, мемуарами его советника Филиппа де Коммина.

## Прозвище Людовика XI

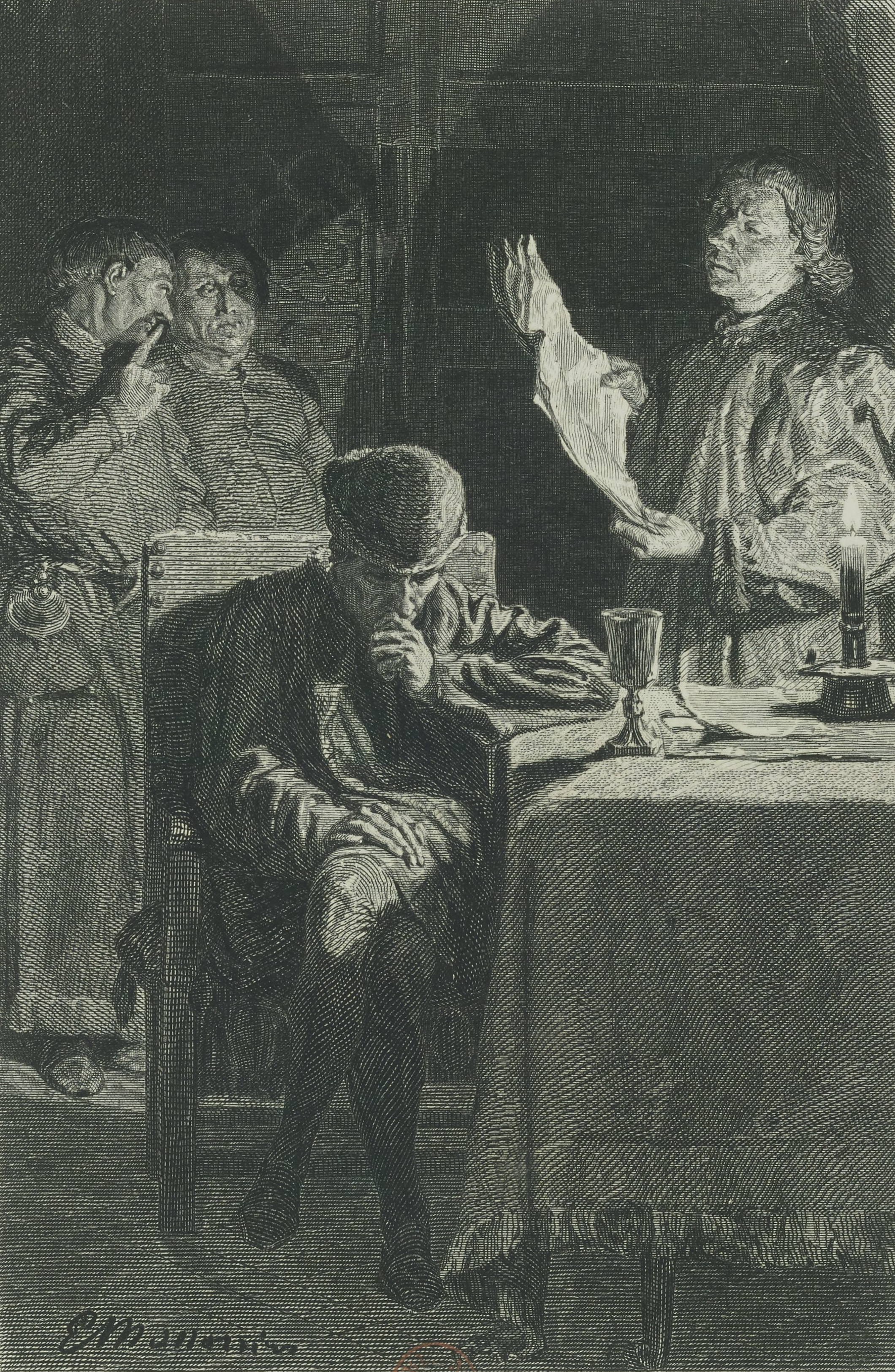
Людовик XI слушает отчёт Оливье Ле Дэна о королевских расходах.
Иллюстрация сцены из романа Собор парижской Богоматери (Johannes de Mare d’après Ernest Meissonier, 1844.

Впоследствии термин «Всемирный паук» пользовался «неожиданной удачей», будучи используемым в адрес Людовика XI.
В своих мемуарах, опубликованных посмертно в 1524—1528 годах, Филипп де Коммин устанавливает «задним числом вынужденную связь между различными событиями, чтобы подчеркнуть политический гений его господина короля», в то время как в 1530 году швейцарский летописец Валериус Ансельм рисует портрет швейцарских конфедератов, которыми манипулирует Валуа. Существовавшее начиная с XVI в. «ориентированное видение» «очень умелого, разумного и эффективного» монарха было популяризировано в XIX и XX в. историографией и литературой, сосредоточенной на борьбе Людовика XI против Карла Смелого. Преобладали «идеологические и позитивистские» интерпретации короля Франции, олицетворяющего собой современное и централизующее государство, ликвидировавшее беспорядочный феодализм, воплощенный импульсивным бургундским герцогом.
В дополнение к унаследованной от политической мысли времён Старого режима и Революции образу тирана Людовика XI, фигура правителя нашла отображение в популярных художественных произведениях, в частности, в исторических романах Квентин Дорвард (1823) Вальтера Скотта и Собор Парижской Богоматери (1831 г.) Виктора Гюго. Таким образом круг замкнулся: упрощённая формула Всемирного Паука сохранилась из-за её характера и блестящего образа.. Король обычно изображается терпеливо плетущим свою паутину вместо того, чтобы полагаться на воинственную силу, сосредоточив свое правление на сокрытии, дипломатии и обширной сети осведомителей, чтобы победить своих политических противников, не сталкиваясь с ними в военном отношении, в соответствии с полным и сложным портретом, написанным его мемуаристом Коммином.
Хотя историк Жозеф Кальметт и ограничивает эту интерпретацию, он описывает Карла Смелого как «неосторожную и жужжащую муху, которая позволила опутать себя тонкими сетями королевского паука». Затем писатели Марсель Брион и Жорж Бордонов затрагивают эту аналогию, сравнивая герцога Карла со львом или «черным бархатным шмелем, который, обманутый своей силой и великолепием, решительно жалит паутину», чьи нити он несколько раз обрывает, прежде чем окончательно запутаться в них. Таким образом, пчела уступает сероватому пауку, который, подобно Людовику XI, лишённый большого портняжного величия, неустанно ремонтирует и укрепляет свою работу или тот, чьи нити он обрывает несколько раз, прежде чем окончательно запутаться в них; таким образом, пчела уступает сероватому паукообразному, который, подобно лишенному большого портняжного величия Людовику XI неустанно ремонтирует и укрепляет свою работу".. В то же время в сборнике «Тридцать дней, которые создали Францию» Пьер Фредерикс изображает короля в виде паука, который благодаря интригам и золоту как-бы дернул за нити как «истинный мастер» участников Фрибургского конгресса (25 июля 1476 г.) с целью убедить Конфедерацию VIII швейцарских кантонов продолжить бургундские войны против их общего врага Карла Смелого.
Более того, Пол Мюррей Кендалл в своем исследовании, посвященном государю, заходит так далеко, что приписывает Людовику XI изобретение практики холодной войны. «Огромный коммерческий успех», участие в «возрождении» биографического жанра, которым тогда пренебрегали университетские историки, работа американского профессора с подзаголовком The Universal Spider была первоначально опубликована в 1971 г. и переведена на французский язык в 1974 г. под названием L'universelle araigne... («с тревожным многоточием», как отмечал медиевист Лидвин Скордиа). Этот бестселлер способствовал популяризации образа паука, связанного с королем.
Однако этот историографический подход к правлению Людовика XI обычно считается устаревшим, его виднейшими критиками являются историки Карл Биттманн и Жан-Мари Коши. Последний отходит от редуктивной и франкоцентричной интерпретации событий исключительно в свете противостояния между королем Франции и герцогом Бургундским, потому что такое прочтение имеет тенденцию пренебрегать «постоянными экономическими и финансовыми структурами», чтобы сосредоточиться на «ярком» характере двух главных героев, опуская при этом различные области их вмешательства, а также действия других исторических участников. Именно из-за своих территориальных амбиций, нацеленных на Священную Римскую империю, Карл Смелый в конечном итоге создал коалицию врагов, в частности из швейцарских конфедератов и герцога Рене II Лотарингского, но, как подчёркивает медиевист Бертран Шнерб, «многие интриги имели место далеко от руки Людовика XI» и многие союзы были заключены без его вмешательства». Более того, король Франции держался в стороне от Бургундских войн и не поддержал герцога Рене во время решающих сражений, выигранных против Карла Смелого. Поэтому Бертран Шнерб предписывает нам следовать за Жаном-Мари Коши, «когда он говорит нам, что герцог Бургундский столкнулся с «камнями преткновения истории» больше, чем запутался в паутине. В том же духе медиевист Моник Сомме утверждает, что работы Коши «демонстрируют, что Людовик XI был не «всемирным пауком» и препятствующим всем проектам герцога Бургундского манипулятором, а современным королем, который должен был хорошо знать людей и уметь наблюдать и ждать..